# Wrestling Swordfish
Wrestling Swordfish là một bộ phim ngắn thuộc thể loại phiêu lưu của Mỹ do Mack Sennett sản xuất, phát hành năm 1931. Tại lễ trao giải Oscar lần thứ 5, bộ phim đã giành giải Oscar cho phim ngắn người đóng hay nhất.